# Mane de la Parra
Mane de la Parra  (Mexikóváros, Mexikó, 1982. december 23. –) mexikói énekes, dalszövegíró és színész.

## Élete
Mane de la Parra 1982. december 23-án született Mexikóvárosban. Yolanda Vargas Dulche mexikói írónő unakája. Legelső telenovellaszerepét 2009-ben kapta a Verano de amor című telenovellában. 2011-ben az Esperanza de Corazónban játszott Thelma Madrigal mellett.
2010-ben bejelentette, hogy Maite Perroni a barátnője, de 2012. december 18-án kapcsolatuk véget ért.

## Diszkográfia
- Estar Sin Ti , Soundtrack Verano de Amor
- Quiero que sepas , Soundtrack Verano de Amor
- Quisiera  Soundtrack Verano de Amor
- No vaya a ser , Soundtrack Verano de Amor
- No puedes ser real , Soundtrack Verano de Amor
- Estrella mia , Soundtrack Verano de Amor
- Es Mentira
- La Formula
- Siente
- No vas a olvidar
- Hoy voy a amarte
- Yo solo quiero saber
- Esperanza del corazón , Soundtrack Esperanza del Corazón
- Mi respiración , Soundtrack Esperanza del Corazón

## Filmográfia
- El Vuelo de la Victoria (2017), mint Andrés
- Amor de Barrio (Paloma) (2015), mint Daniel Márquez Lópezreina
- La Malquerida (2014), mint Ulises Torres Gallardo
- El pecado de Camila (2013), mint Ricky
- Corona de lágrimas (Könnyek királynője) (2012-2013), mint Ingacio "Nacho" Chavero
- Cachito de cielo (2012), mint Adrian "Cachito" Gomez Obregon
- Mentiras (2012), mint Emmanuel
- El cielo en tu mirada (2011), mint José Pereyra
- Esperanza del corazón (2011), mint Alexis Duarte Moreno
- Niña de mi corazón (2010), mint Charly
- Verano de amor (2009), mint Bruno Carassco